# リー語
黎語（リー語、リーご、Hlai、Li）は、中国・海南省中南部に居住する黎族（リー族）の言語である。タイ諸語、クラ諸語、カム・スイ諸語、オンベ語などと共にタイ・カダイ語族を構成する。
話者は2000年の統計では約70万人（1982年には81万人）いて、「哈（旧称「侾」）」、「杞」、「潤（旧称「本地」）」、「美孚」、「塞（または「加茂」）」の5つの方言がある。哈・杞はさらに3つの土語、潤は2つの土語に分かれる。うち「哈」が最も多く使用され、黎語の話者のうち58%が「哈」を用いる。「哈」と「杞」、「潤」と「美孚」はそれぞれ類似しており、相互に会話が可能であるが、「加茂（ジャマオ）」のみは他の4方言と大きく異なっている。
もともと文字は無かったが、1957年中華人民共和国語言委員会が「黎語ラテン文字化方案」を考案した。

## 名称
英語の名称であるHlaiは、黎族の自称である自称の一つに由来する。この自称は保定方言（Baoding）では/ɬai53/、黒土方言（Heitu）では/dai434/となる。
中国語では「黎語」（Líyǔ）と呼ばれる。英語の名称Liはこれに由来する。

## 分類
- タイ・カダイ語族
  - 黎語
    - 哈方言
      - 羅活土話
      - 哈応土話（旧称「侾炎」）
      - 抱顕土話

    - 杞方言
      - 通什土話
      - 塹対土話
      - 保城土話

    - 潤方言
      - 白沙土話
      - 元門土話

    - 美孚方言

  - 加茂方言（）